# Inga platyptera
Inga platyptera là một loài rau đậu thuộc họ Fabaceae.
Loài này chỉ có ở Brasil.